# روفوس والر
روفوس والر (بالإنجليزية: Rufus Waller)‏ هو موسيقي أمريكي، ولد في 2 مارس 1978.